# Lacertaspis
Lacertaspis — рід сцинкоподібних ящірок родини сцинкових (Scincidae). Представники цього роду мешкають в Центральній Африці.

## Види
Рід Lacertaspis нараховує п'ять видів:
- Lacertaspis chriswildi (Böhme & Schmitz, 1996)
- Lacertaspis gemmiventris (Sjöstedt, 1897)
- Lacertaspis lepesmei (Angel, 1940)
- Lacertaspis reichenowii (W. Peters, 1874)
- Lacertaspis rohdei (L. Müller, 1910)

## Етимологія
Наукова назва роду Lacertaspis походить від сполучення слів лат. lacerta — ящірка і дав.-гр. ασπις — щит.